# Ibn Ghàlib
Muhàmmad ibn Ayyub ibn Ghàlib al-Gharnati, més conegut simplement com a Ibn Ghàlib, fou un geògraf i historiador àrab nascut a Granada que va viure al segle xii. Va escriure una obra sobre l'Àndalus, perduda, que fou reproduïda en part per Al-Maqqarí i altres.